# Фотометрија (оптика)
Фотометрија је наука о мерењу светлости, у смислу њеног доживљеног сјаја у људском оку. Она се разликује од радиометрије, која је наука о мерењу енергије зрачења (укључујући светлост) у погледу апсолутне снаге.

## Енергија светлости
Узајамно деловање светлости и тела прати промена енергије. На појаве које настају услед ове интеракције се може применити закон одржања енергије. Пример за ову примену је појава одбијања и преламања светлости на граници вакуума и неке прозрачне средине. Количина енергије коју садржи упадни зрак светлости је Eu. При падању тог зрака на граничну површину, део зрака се преломи, и носи део укупне енергије Ep, део зрака се одбије и преноси део укупне енергије, Eo, док један део енергије упије (апсорбује) средина, што се означава са Ea. После примене закона о одржању енергије, добије се следећа релација:
Укупна енергија, коју упадни светлосни зрак носи, једнака је збиру енергија које носи одбијени и преломљени зрак и дела енергије који упије средина.

## Фотометријске величине
Фотометрија је област оптике која се бави мерењем енергије коју преносе таласи светлости, као и мерењем величина које су повезане са том енергијом.
Постоје две врсте јединица за мерење фотометријских величина, а то су
- Објективне (енергијске), које се односе на објективна мерења енергијских величина, и
- Визуелне (субјективне), које се односе на деловање видљиве светлости на око посматрача.